# Micro-région de Kiskunfélegyháza
La micro-région de Kiskunfélegyháza (en hongrois : kiskunfélegyházai kistérség) est une micro-région statistique hongroise rassemblant plusieurs localités autour de Kiskunfélegyháza.